# Bamburidån

Bamburidån markerat med ett tjockt svart streck, 1959.

Bamburidån var ett informellt namn på gränserna mellan de kommunistiska och icke-kommunistiska staterna i sydöst- och östasien. Namnet inspirerades av järnridån i Europa.